# 長内菜摘美
長内 菜摘美（おさない なつみ、3月21日 - ）は、日本の女性声優。元氣プロジェクト所属。茨城県出身。血液型はB型。

## 出演

### テレビアニメ
- パブー&モジーズ（アリス・アリゲーター）

### オーディオドラマ
- 株式会社オトバンク オーディオドラマ
  - ハートくんに会いたい（ハート）
  - 日曜日のアイスクリームが溶けるまで（アイス）

### ドラマCD
- 落語CDドラマ〜三つの愛〜（坊や、奥様）

### 吹き替え
- ブレイキング・ポイント（ローリー）
- ゴッド・ブレス・アメリカ（ロキシー）

### ラジオ
- 桂歌若のおはよういちはら いちはらFM76.7（アシスタント）（毎週土曜日／午前8:00 - ）

### 舞台
- BB団第二回公演「VERSUS」（幕ノ内朝子）

### ボイスオーバー
- キンダーフィルムフェスティバル〜ボイスオーバー上映「スーパーブラザー」（アントン）